# Veľký Horeš
Veľký Horeš (em húngaro: Nagygéres) é um município da Eslováquia, situado no distrito de Trebišov, na região de Košice. Tem 18,24 km² de área e sua população em 2018 foi estimada em 1.060 habitantes.

## Demografia
| Ano:        | 1994 | 2004   | 2014   | 2024   |
| ----------- | ---- | ------ | ------ | ------ |
| Broj ljudi: | 927  | 960    | 1053   | 1014   |
| Razlika:    |      | +3,55% | +9,68% | -3,70% |

| Ano:               | 2023 | 2024   |
| ------------------ | ---- | ------ |
| Número de pessoas: | 1004 | 1014   |
| Diferença:         |      | +0,99% |